# Maria Lindqvist
Maria Lindqvist född 1980 är en tidigare svensk handbollsspelare.

## Klubbkarriär
Maria Lindqvist spelade det mesta av sin karriär för IK Sävehof. Hon spelade i klubbens A-lag 1998-2006 under 8 säsonger. Hon gjorde 227 matcher i klubben med 694 gjorda mål i laget. Med detta tillhör hon listan över de tio spelare som spelat mest för klubben Sävehof. Under åren vann hon två SM-guld 2000 och 2006 med IK Sävehof.

## Landslagskarriär
Maria Lindqvist debuterade i ungdomslandslaget 1997 och spelade 4 matcher med tre gjorda 3 mål. Debuten i A-landslaget dröjde till 2001. Maria Lindqvist togs ut till ett läger i Norge för en landskamp mot Japan och träningsmatcher mor norska elitlag. Maria Lindqvist  spelade sedan  32 landskamper åren 2001 till 2004  och gjorde 41 mål i landslaget ett målsnitt på 1,28 mål per match. Hon deltog bara i ett mästerskap EM 2004.